# 打彈珠

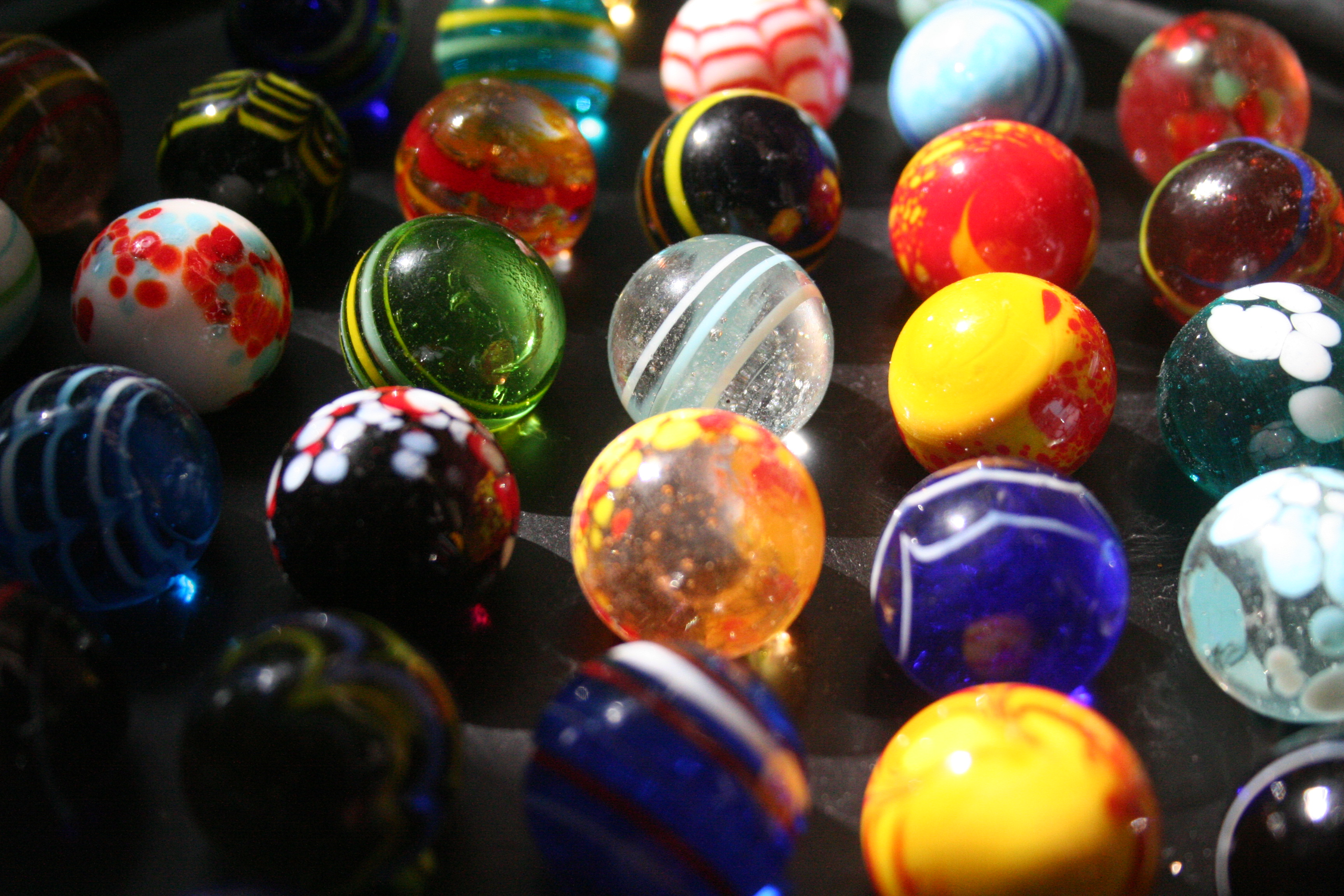
五彩繽紛的彈珠

打彈珠亦稱打珠子，是一種歷史悠久，主要為兒童參與的彈珠遊戲，也為世界性的兒童遊戲，其玩法多樣化。玩家各出數枚彈珠，輸掉的人會失去對彈珠的擁有權，雖玩法多樣但基本姿勢都相同，姿勢是使食指與中指彎曲，中指朝裡面，食指朝向外面，接著用食指、中指第一節指彎與拇指中間的指節骨夾住彈珠，然後用拇指中間的指節骨用力向外撥，彈珠就會發射，經常玩的方法為“出纲”或“打老虎洞。

## 起源
傳說起源於16世紀當時兩個男性青年同時愛上一位女性，於是以打彈珠來決定勝負。
打弹珠歷史應很古老，可能是小朋友撿起地上的小石頭隨性彈射，接著有目的性的弹向某一目標，最終發展為一種遊戲，按照人類學角度，打彈珠也是人类成長發育中一种不约而同的舉動。

## 歷史
19世紀20年代的美國大報都會舉辦打彈珠比賽，紐澤西州威爾伍德市至今仍在舉辦全美國的彈珠競賽，19世紀四、五十年代以前很少沒有兒童玩過此遊戲。中國則是19世紀六、七、八十年代比較風行當時成人也愛玩，兒童會攀比誰的彈珠多，若遊戲裏贏得較多彈珠會獲得崇拜，但如果是在商店買來的再多也常會被嘲笑，當時也會收集彈珠。
也有彈珠世界盃競賽，首屆在1939年的英国米尔罗伊召開，此比賽持續至今，比賽方法為於直径180cm的圓圈里共放49个朱色弹珠，競賽雙發手拿一枚異色彈珠，轮流往圆圈外部擊打朱色弹珠，最快把二十五個朱色弹珠擊打出圓圈外最先獲勝。
到了現代各種娛樂日新月異因此彈珠遊戲逐漸式微。

## 玩法
這裡列出比較熱門的玩法。
出纲
雙方把彈珠放在平地，其中一人用手指彈自己的彈珠接著撞擊另一位的珠子，如果彈中另一位的珠子則他的珠子歸你所有。
老虎洞
在地面上挖掘5個小洞，將彈珠彈入早前挖好的洞。哪位最早打完這五個洞那他的珠子就變成老虎，接著在用老虎擊打他人的珠子如果碰到那珠子就歸你所有。
爭皇帝
爭皇帝是出纲與老虎洞結合，於地面上畫圓圈，圆圈中间依次排有八个洞，最後一個為皇帝洞，皇帝洞周圍围着一圈死洞，离皇帝洞的不遠處有個牢房圈。珠子要依次通過八个洞接著再去皇帝洞做皇帝，当然在过洞的时後没有按照顺序進入了其他洞或者进入死洞，還有如果出界也要当死珠關在在牢房圈。没当皇帝之前，只有玩出纲法通过把他人或牢房圈里的珠子撞出圈外珠子才屬于你。当了皇帝后碰到誰的珠子那此珠子屬于你的了。

## 類似遊戲
與打彈珠相像的是中國江南地区的弹槐豆。玩耍時兒童們各自出数量一樣的槐豆，接著讓一小孩把槐豆都撒在桌子上，用手指头弹一個槐豆，讓這槐豆和另一槐豆相撞。如果弹中，這個槐豆便被他拿走；如果沒有弹中，则讓别人彈射。按照次序弹射下去最後桌面上只留下一顆槐豆的時候结束。最終贏得槐豆多的勝利。

## 註腳
1. ↑  . 彰化縣螺陽國小.   [2011-11-16].[永久]
2. 1 2 3  . 國貨百科. 2011-05-31  [2011-11-16]. （原始内容存档于2011-12-27）.
3. 1 2  . sina bolg 孟笔的儿歌工厂. 2011-10-25  [2011-11-16]. （原始内容存档于2016-03-04）.
4. 1 2 3 4 5  . 博聞網.   [2011-11-16]. （原始内容存档于2010-07-26）.